# باشگاه سوکول

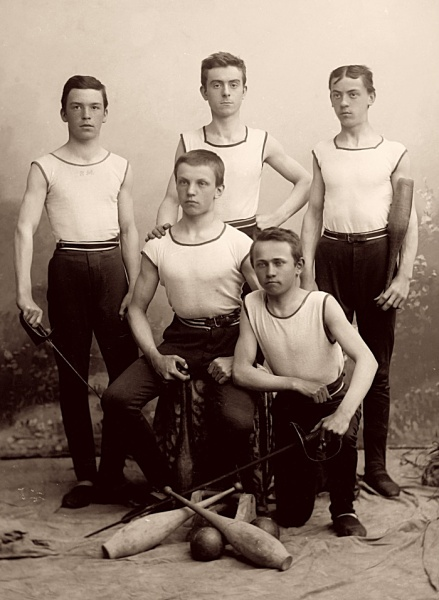
اعضای باشگاه سوکول در لباس‌های ورزشی، در حدود سال 1900.

جنبش سوکول (چکی: [ˈsokol]، شاهین) یک سازمان ژیمناستیک تمام‌سنی است که برای اولین بار در پراگ در منطقه چک اتریش-مجارستان در سال ۱۸۶۲ توسط میروسلاو تیرش و جیندریش فوگنر تأسیس شد و سنگ بنا آن، اصل " عقل سالم در بدن سالم" بود. سوکول، از طریق سخنرانی‌ها، بحث‌ها و گردش‌های گروهی، چیزی را که تیرش به‌عنوان آموزش فیزیکی، اخلاقی و فکری برای ملت می‌نگرید، فراهم کرد. این آموزش به مردان در هر سن و طبقات و در نهایت به زنان گسترش یافت.
این جنبش همچنین در تمام مناطق پرجمعیت اسلاو، که بیشتر آنها بخشی از اتریش-مجارستان یا امپراتوری روسیه هستند از جمله اسلواکی امروزی، سرزمین‌های اسلوونی، کرواسی، صربستان (SK Soko)، بلغارستان، لهستان (Sokół), اوکراینو بلاروس گسترش یافت. در بسیاری از این کشورها، سازمان همچنین به عنوان پیشرو اولیه برای جنبش‌های پیشاهنگی عمل کرد. اگرچه سوکول به‌طور رسمی نهادی «فراتر از سیاست» بود، اما نقش مهمی در توسعهٔ ناسیونالیسم و میهن‌پرستی چک ایفا کرد که در مقالات منتشر شده در مجلهٔ سوکول، سخنرانی‌های برگزار شده در کتابخانه‌های سوکول، و تئاترهای جشنواره‌های دسته‌جمعی ژیمناستیک به نام slets برگزار شد..

## تاریخ اولیه

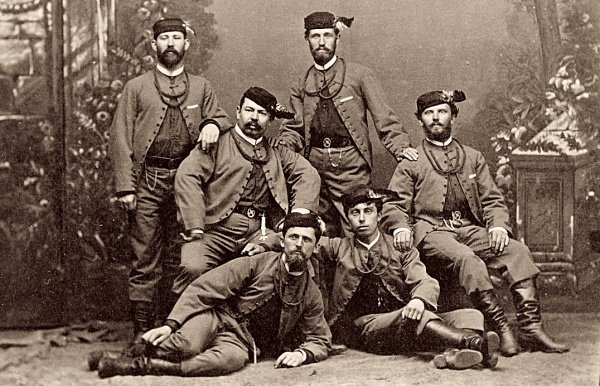
اعضای باشگاه سوکول در لباس مخصوص، دهه 1880

ایدهٔ ایجاد مراکز تربیت بدنی، ایدهٔ جدیدی نبود. جنبش سوکول آگاهانه ریشه‌های خود را در تربیت بدنی به ورزشکاران و جنگجویان یونان باستان بازیافت. به‌طور صریح‌ت، ماهیت سوکول تحت تأثیر انجمن‌های ژیمناستیک آلمانی Turnverein، مبتنی بر توده‌ها و تفکرات ملی‌گرا بود که توسط فردریش لودویگ یان در سال ۱۸۱۱ تأسیس شد.

میروسلاو تیرش، بنیانگذار اولیهٔ سوکول در پراگ در سال ۱۸۶۲، تا زمان مرگش در سال ۱۸۸۴ به عنوان تأثیرگذارترین شخصیت در جنبش به فعالیت ادامه داد. تیرش که در سال ۱۸۳۴ در خانواده‌ای آلمانی‌زبان با نام فریدریش امانوئل تیرش به دنیا آمده بود، تحت تأثیر ناسیونالیسم رمانتیک بزرگ شد که منجر به قیام‌هایی شد که در سال ۱۸۴۸ سراسر اروپا را فرا گرفت. او در دانشگاه پراگ تحصیلات خود را پی گرفت و در آنجا در رشتهٔ فلسفه تحصیل کرد. در اوایل دههٔ ۱۸۶۰ بود که او در جریان ناسیونالیستی چک شرکت کرد و نام خود را به شکل اسلاوی تغییر داد. پس از این که تیرش نتوانست موقعیتی در دانشگاه پیدا کند، تجربهٔ خود را از کار به عنوان مربی ژیمناستیک درمانی با ایدئولوژی‌های ملی‌گرایانه‌ای که در پراگ با آنها مواجه شده بود، ترکیب کرد و اینچنین بود که اولین باشگاه سوکول تشکیل شد.

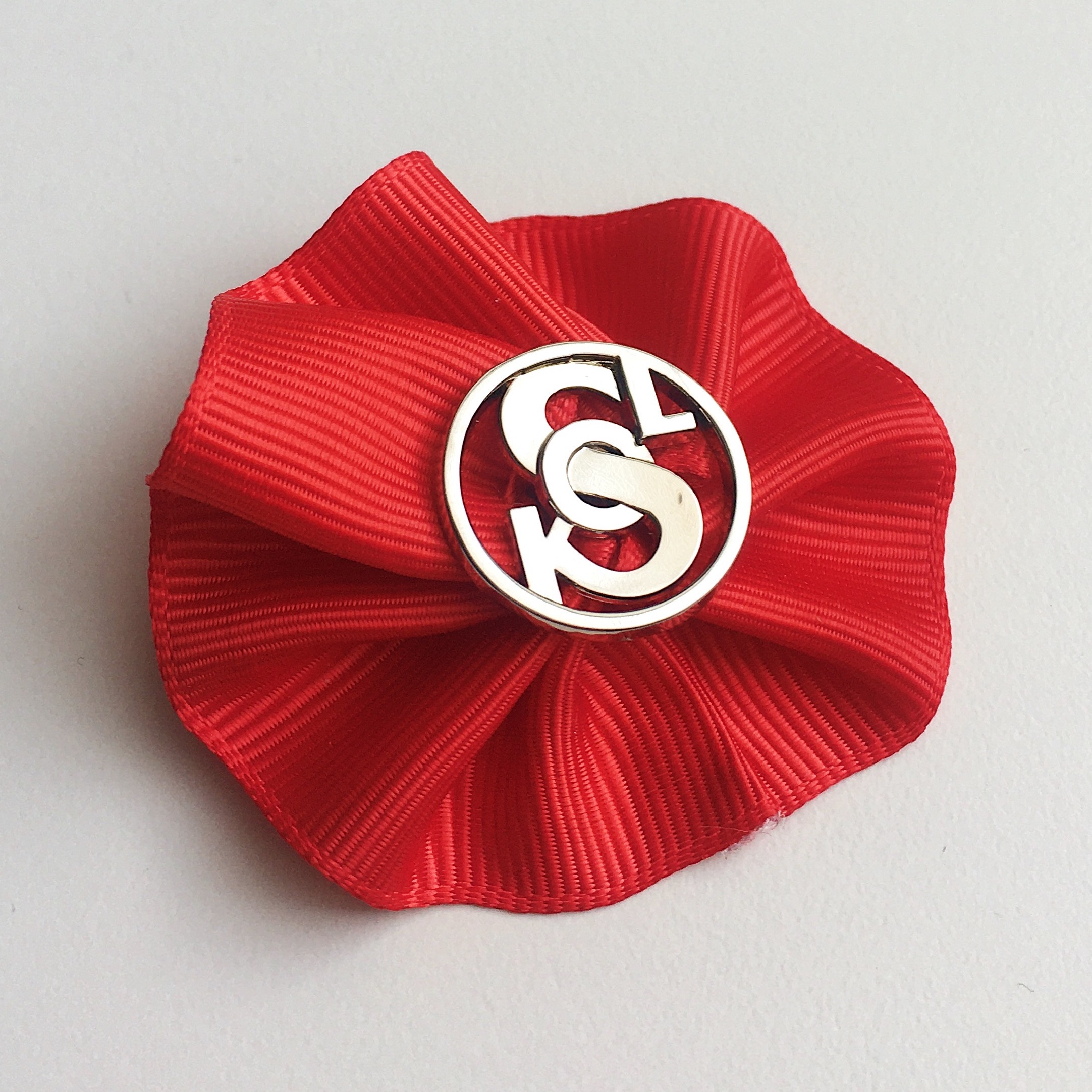
کوکارد جشن سوکول
پرچم سوکول (۱۹۳۸–۲۰۱۹)
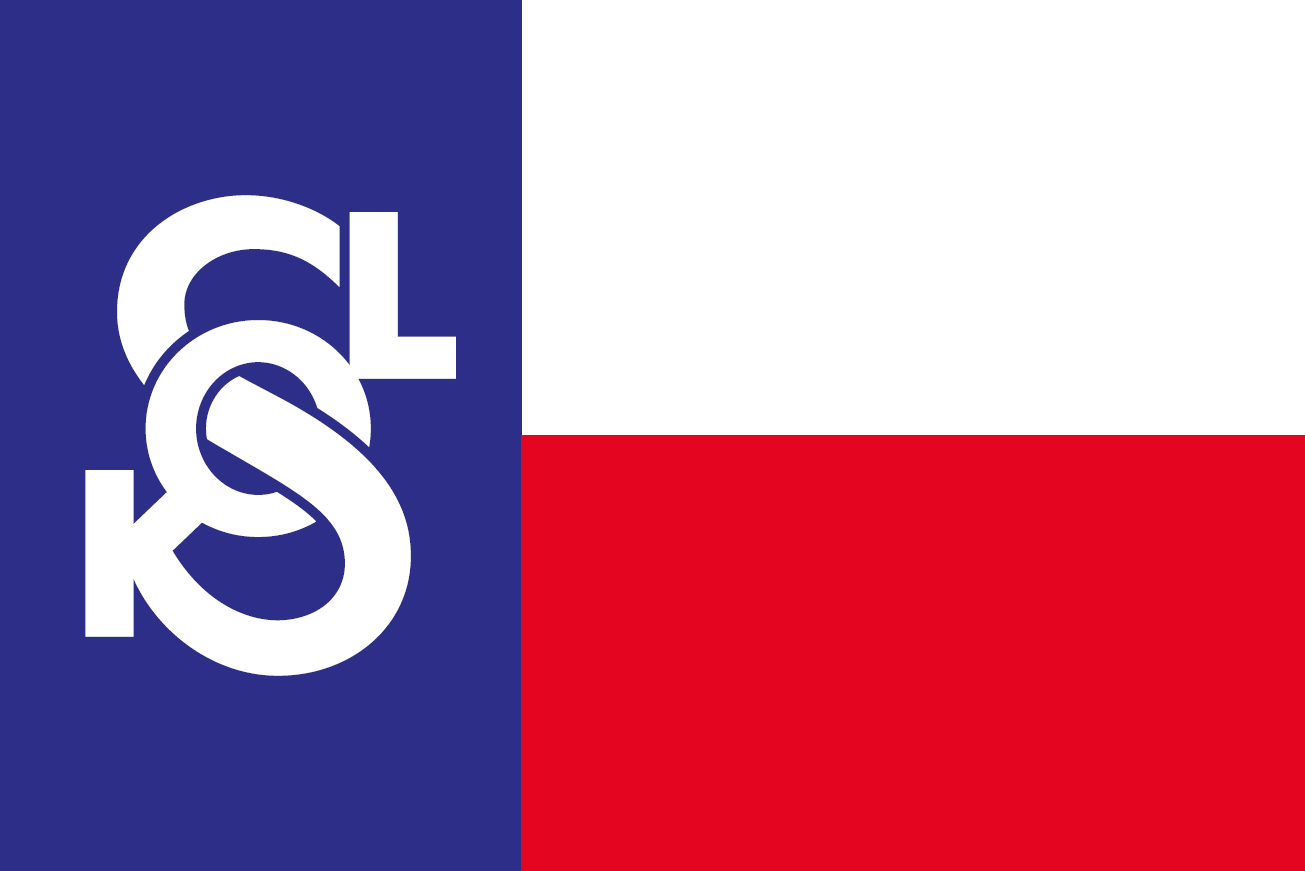
پرچم سوکول از سال ۲۰۱۹